# 山本孝義
山本 孝義（やまもと たかよし、1951年 - ）は、日本のテレビプロデューサー、実業家。中京テレビ放送代表取締役社長や、日本民間放送連盟副会長、鳥取県県政顧問等を務めた。

## 人物・経歴
鳥取県鳥取市出身。1973年名古屋工業大学工学部電気工学科卒業、中京テレビ放送入社、総務部配属。労働基準法などを取り扱ったのち、音声ミキシング担当を経て、テレビ番組制作部門でアシスタントディレクターから始めディレクターを務めるなど演出に19年間携わった。2006年取締役経理局長。2007年取締役総務局長。2011年常務取締役総務局長に就任。2013年から代表取締役社長を務めた。2014年鳥取県県政顧問、日本民間放送連盟副会長。2016年相談役に退いた。この間、東海電気通信協力会会長、中京ゴルフ倶楽部理事、あいちトリエンナーレ実行委員会参与なども務めた。
2021年4月の春の叙勲で旭日中綬章受章。

## 作品
- 24時間テレビ（ディレクター）[2]
- お笑いマンガ道場（プロデューサー）[4]
- 快快!高田病院へ行こう（プロデューサー）